# Paulo Bernardo (football)
Pour les articles homonymes, voir Paulo Bernardo et Bernardo.
Paulo Guilherme Gonçalves Bernardo dit Paulo Bernardo, né le 24 janvier 2002 à Almada au Portugal, est un footballeur portugais qui évolue au poste de milieu offensif au Celtic FC.

## Biographie

### En club
Né à Almada au Portugal, Paulo Bernardo est formé au Benfica Lisbonne. Il signe son premier contrat professionnel le 26 février 2018. Grand espoir du club, Bernardo est notamment considéré par Renato Paiva (en) ancien entraîneur des jeunes et de l'équipe B de Benfica, comme la futur star du club. Le 18 février 2020, Bernardo prolonge son contrat jusqu'en 2024 avec son club formateur,.
Paulo Bernardo fait sa première apparition en équipe première à l'occasion d'une rencontre de Ligue des champions le 2 novembre 2021, face au Bayern Munich. Il entre en jeu en cours de partie à la place de João Mário, et son équipe s'incline par cinq buts à deux. Le 7 novembre suivant il fait sa première apparition dans le championnat de première division portugaise, face au SC Braga. Il entre en jeu et son équipe s'impose par six buts à un.
Le 1er septembre 2023, Paulo Bernardo rejoint le Celtic FC sous la forme d'un prêt d'une saison avec option d'achat.
Il marque son premier but pour le club le 26 décembre 2023, lors d'une rencontre de championnat face au Dundee FC. Il est titularisé et participe à la victoire de son équipe par trois buts à zéro.
Le 31 juillet 2024, Paulo Bernardo s'engage définitivement avec le Celtic en signant un contrat de cinq ans, soit jusqu'en juin 2029.

### En sélection
Paulo Bernardo représente l'équipe du Portugal des moins de 17 ans de 2018 à 2019. Il inscrit son premier but le 10 octobre 2018, lors d'une large victoire face au Kazakhstan (10-0 score final). Avec cette sélection, il participe au championnat d'Europe des moins de 17 ans en 2019. Lors de cette compétition organisée en Irlande, il joue quatre matchs et marque un but contre l'Islande le 10 mai (victoire 4-2 des Portugais). Son équipe est éliminée en quarts de finale par l'Italie (1-0 score final).
Il joue son premier match avec l'équipe du Portugal espoirs le 6 septembre 2021, face à la Biélorussie. Il entre en jeu à la place d'André Almeida et son équipe l'emporte par un but à zéro. Le 18 novembre 2022, Paulo Bernardo se fait remarquer avec les espoirs en réalisant un doublé face à la Tchéquie. Il est titularisé ce jour-là et participe avec ses deux buts à la victoire des siens par cinq buts à un.

## Palmarès

### En club
- Celtic FC
  - Champion d'Écosse en 2024 et 2025
  - Vainqueur de la Coupe de la Ligue écossaise en 2024
  - Finaliste de la Coupe d'Écosse en 2025